# Basaseachi-vízesés
A 246 méter magas Basaseachi-vízesés (ritkábban: Basaseachic-vízesés) Mexikó legmagasabb állandó vízesése. Első írásos említése a 19. század végéről származik Carl Sofus Lumholtz norvég felfedező könyvéből.

## Elhelyezkedése
A vízesés Mexikó északi részén, Chihuahua állam Ocampo községének területén található a Nyugati-Sierra Madréhez tartozó Tarahumara-hegységben, Sonora állam határától kb. 34 km-re. Legkönnyebben a 16-os szövetségi főútról közelíthető meg, vagy Basaseachi faluban délre leágazva (innen kb. 3 km a vízesés felső része), vagy innen még 7 km-t kanyarogva a főúton délkelet felé és ott leágazva északnyugati irányba (innen juthatunk ahhoz a kilátóponthoz, ahonnan a legjobban rálátni a vízesésre).

## Turizmus
A környék az utóbbi időkben népszerű turisztikai célponttá vált. Nemcsak a vízesést látni kívánók, hanem sziklamászók is érkeznek a környező területre: a Candameña nevű völgyben összesen 54 kijelölt hegymászó-útvonalat hoztak létre.

## A nemzeti park
A vízesés körül 1981. február 2-án nemzeti parkot hoztak létre. Területe 5803 hektár, és bár jelenleg a szűken vett parkban élő becsült lakosság mindössze 7 fő, a környezetre és az élővilágra a legfőbb fenyegetést mégis a közelben terjeszkedő települések jelentik. A park területén található egy másik vízesés, a jóval magasabb Piedra Volada-vízesés is, de ez csak az esős időszakban (nyári hónapok és ősz eleje) létezik, máskor kiszárad.